# Mariä Aufnahme in den Himmel

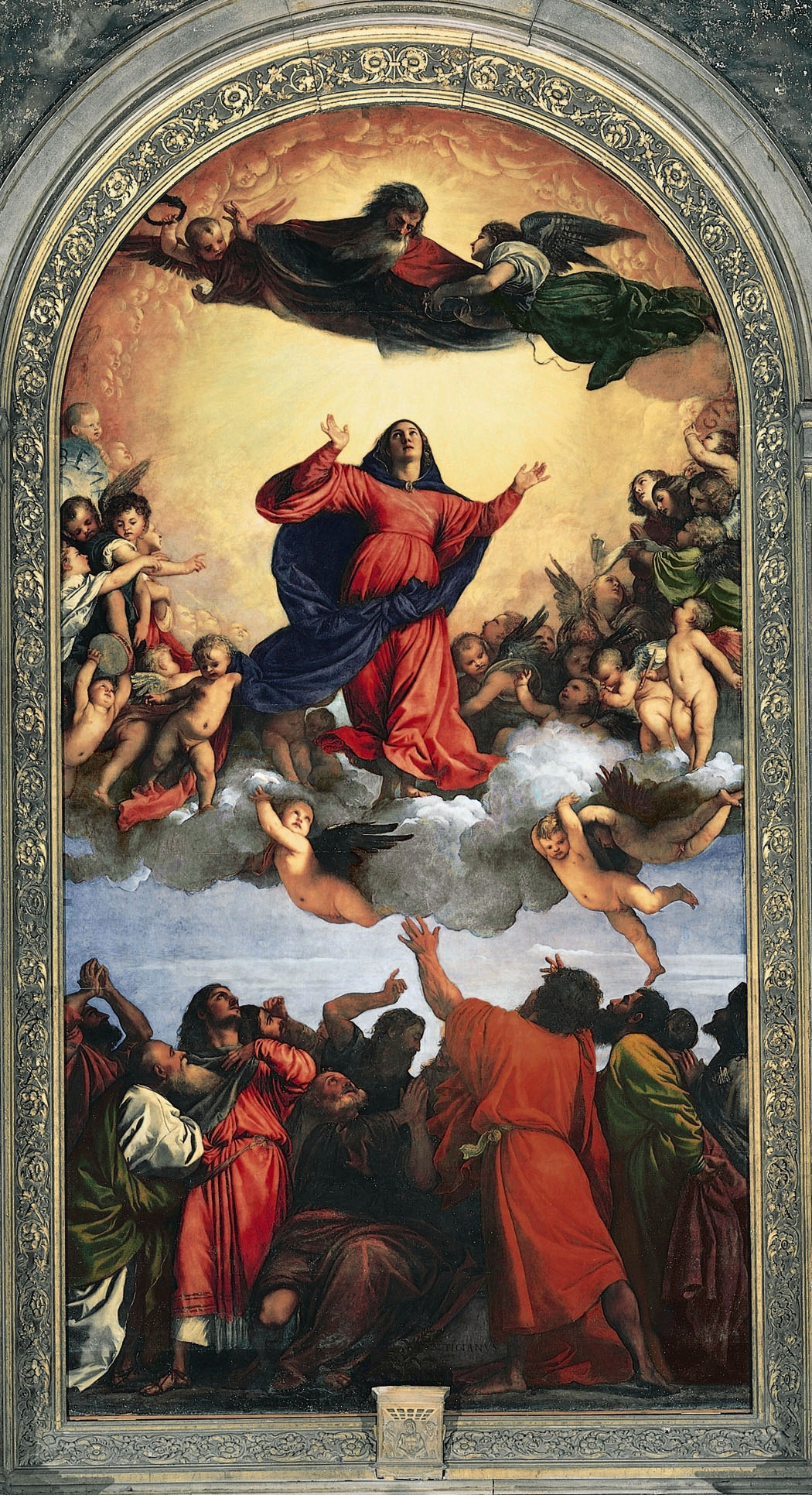
Mariä Himmelfahrt (Ölgemälde von Tizian, um 1518)

Mariä Aufnahme in den Himmel (lateinisch Assumptio Beatae Mariae Virginis ‚Aufnahme der seligen Jungfrau Maria‘) oder Mariä Himmelfahrt (oder Mariae Himmelfahrt, „Himmelfahrt Marias“) ist das Hochfest der leiblichen Aufnahme Mariens in den Himmel am 15. August, das von mehreren christlichen Konfessionen gefeiert wird und in manchen Staaten und Regionen auch ein gesetzlicher Feiertag ist. Es wird mindestens seit dem 5. Jahrhundert begangen. Andere Bezeichnungen sind „Vollendung Mariens“ oder „Heimgang Mariens“, früher auch „unser frauen auffarttag“ und „auffahrt unser frauen“. Im Zentrum des Festes steht der Glaube, dass Maria, die Mutter Jesu, wegen ihrer einzigartigen Verbindung mit der Erlösungstat Jesu Christi als die „Ersterlöste“ an der Auferstehungsgestalt Christi teilnimmt und dass bei ihr die allen Menschen von Gott versprochene Zukunft des ganzen Menschen mit Leib und Seele in einem ewigen Leben bei Gott bereits vorweggenommen ist.
In den Ostkirchen trägt das Fest den Namen „Hochfest des Entschlafens der allheiligen Gottesgebärerin“ (lateinisch Dormitio ‚Entschlafung‘), in der syrisch-orthodoxen Kirche auch „Entschlafung der hochheiligen Meisterin unser, der Gottesgebärerin“. Die Ostkirchen begehen das Fest am 15. August des griechisch-orthodoxen und gregorianischen Kalenders oder, wie die russisch-orthodoxe Kirche und die sogenannten Altkalendarier, am 15. August des julianischen Kalenders (der derzeit dem 28. August des gregorianischen Kalenders entspricht). Die armenisch-apostolische Kirche feiert es an dem Sonntag, der dem 15. August am nächsten liegt. Im Generalkalender der römisch-katholischen Kirche hat dieses Marienfest den Rang eines Hochfestes.

## Theologischer Hintergrund

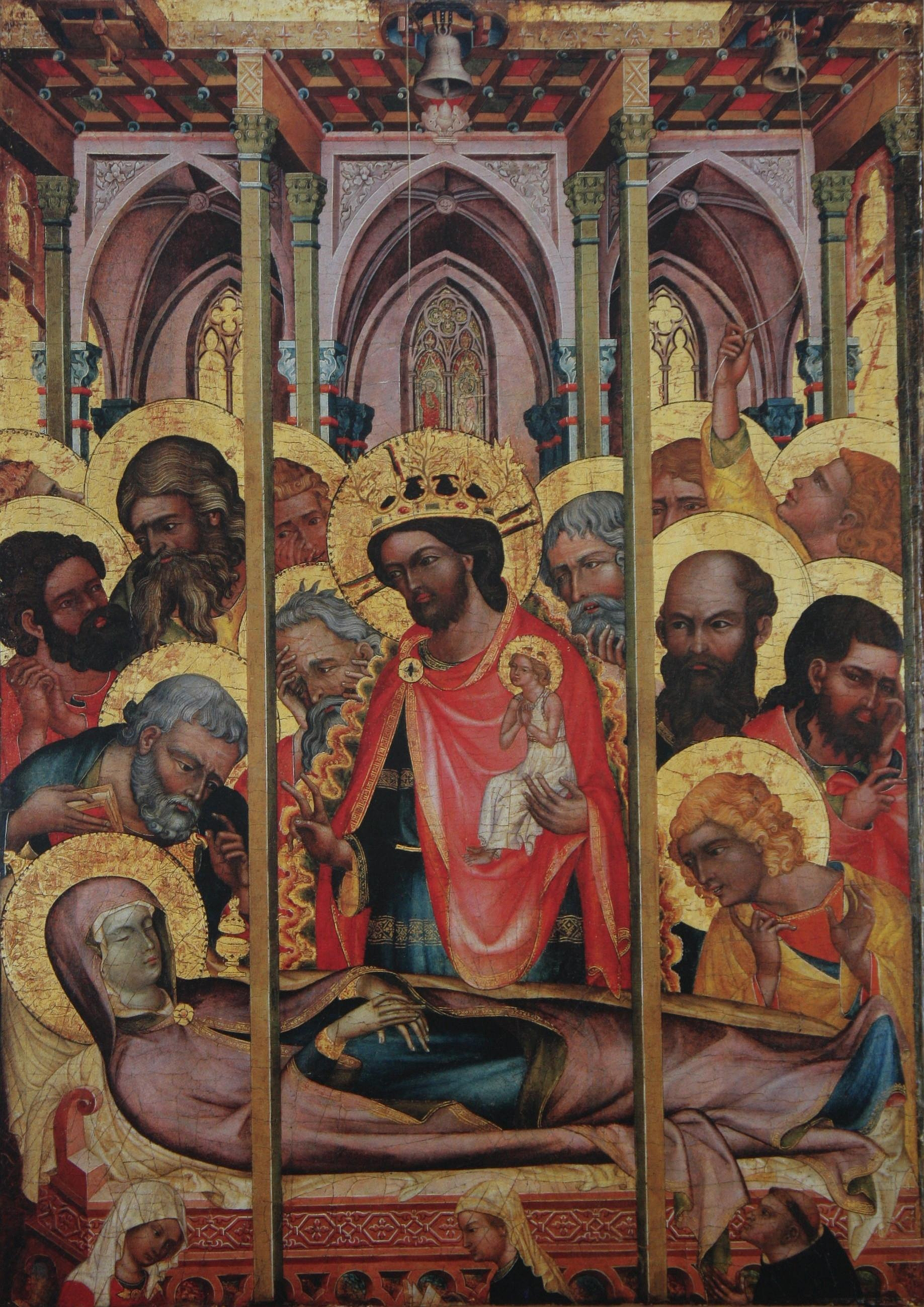
Entschlafung Mariens, unbekannter tschechischer Meister (um 1340–1345)

Das Fest „Mariä Aufnahme in den Himmel“ wurde im 5. Jahrhundert von Bischof Kyrill von Alexandrien eingeführt. Er legte es im Zuge der Christianisierung auf den 15. August, das wichtige römische Fest feriae Augusti, Feiertage des Augustus: Mitte des Monats August feierte der römische Kaiser Augustus seine Siege über Marcus Antonius und Kleopatra bei Actium und Alexandria mit einem dreitägigen Triumph. Die Jahrestage und später nur der 15. August waren von da an im ganzen Römischen Reich Feiertage.
Das Neue Testament berichtet nichts von einer leiblichen Aufnahme Mariens in den Himmel. Einige Schriftstellen werden als Hinweise darauf gedeutet (vergleiche etwa Offb 12,1  und Krönung Mariens). Der Glaube an die leibliche Aufnahme Mariens in den Himmel ist seit dem 6. Jahrhundert bezeugt und wurde 1950 von Papst Pius XII. in der apostolischen Konstitution Munificentissimus Deus als Dogma verkündet.
In die Lauretanische Litanei wurde die Anrufung „du Königin, in den Himmel aufgenommen“ eingefügt. Das von Papst Pius XII. im Jahr 1954 eingeführte Fest Maria Königin wurde 1969 auf den 22. August, den Oktavtag des Maria-Himmelfahrt-Fests, verlegt.
Apokryphe Evangelien enthalten ausführliche Darstellungen der Entschlafung Mariens: Die Apostel seien von ihren Missionsorten durch die Luft an das Sterbebett Marias entrückt worden; verschiedene Traditionen nennen Jerusalem oder Ephesus. Sie hätten Maria nach deren Tod bestattet – auch der Leichenzug mit Straf- und Heilungswundern an jüdischen Zuschauern wird beschrieben  – und das Grab mit einem großen Stein verschlossen; aber sofort sei Christus mit den Engeln erschienen, der Stein sei weggewälzt worden und Christus habe Maria herausgerufen. Diese Niederschrift, die wahrscheinlich auf die verlorengegangene Schrift Transitus Mariae („Hinübergang Mariens“, geschrieben um 400) zurückzuführen ist, wurde besonders für die liturgischen Texte der byzantinischen Kirchen wichtig.
Auch wenn umgangssprachlich im Deutschen der Ausdruck „Mariä Himmelfahrt“ geläufig ist, ist das Festgeheimnis der Aufnahme Mariens in den Himmel von dem der Himmelfahrt Christi zu unterscheiden. In vielen Sprachen werden daher zwei verschiedene Bezeichnungen benutzt, etwa im Lateinischen: Ascensio Domini, „Auffahrt des Herrn“, und Assumptio Mariae, „Aufnahme Mariens“. Die romanischen Sprachen leiten davon ihre Festbezeichnung ab. Allerdings verwenden die Griechen, die auch nicht von „Mariä Himmelfahrt“, sondern von der Koimesis, also vom „Entschlafen Mariens“ sprechen" (vgl. unten), für „Christi Himmelfahrt“ den Begriff ἡ Ἀνάληψις τοῦ Κυρίου, was lateinisch Assumptio Domini bedeutet.
Das Fest trägt auch den schon früher bezeugten Namen Dormitio Mariae (lateinisch), Koimesis (griechisch) oder „Mariä Entschlafung“. In der orthodoxen Kirche, die die leibliche Aufnahme Mariens in den Himmel nie dogmatisiert hat, wird ausschließlich diese Bezeichnung verwendet. Auf der Festikone nimmt Christus die Seele Marias (dargestellt als Wickelkind) in Empfang. Im Kontakion des Festes heißt es: „Die in Fürbitten unermüdliche Gottesgebärerin […] haben Grab und Tod nicht überwunden, denn sie als die Mutter des Lebens hat er zum Leben hinübergeführt.“
Mit der Nachfeier dieses Festes endet in den Ostkirchen das Kirchenjahr, das am 1. September mit der Vorfeier der Geburt der Gottesgebärerin (8. September) beginnt.

## Brauchtum

### Katholische Kirchen

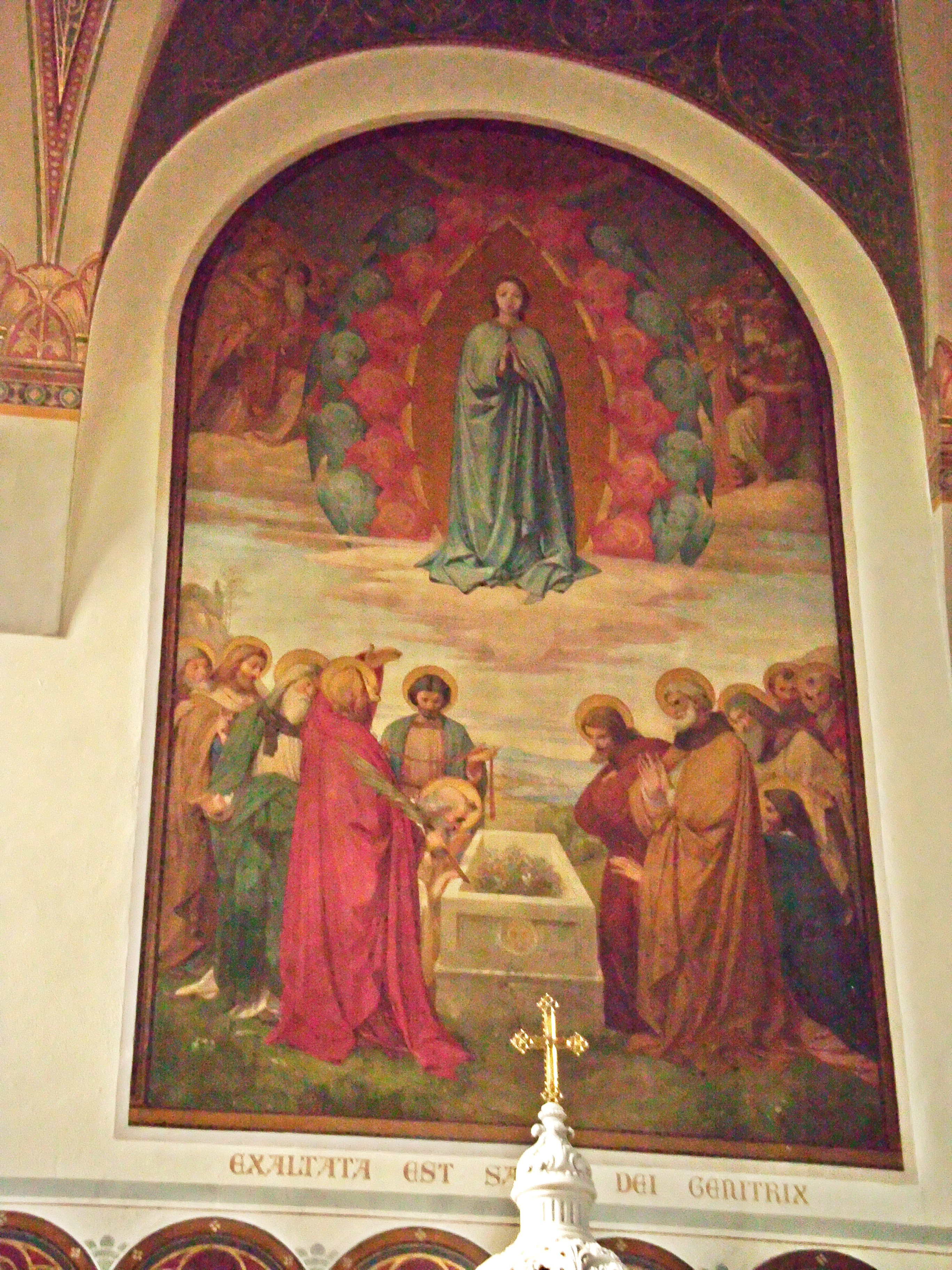
Mariä Aufnahme in den Himmel, Hochaltargemälde von Eduard von Steinle in der fürstlichen Hauskapelle von Schloss Löwenstein

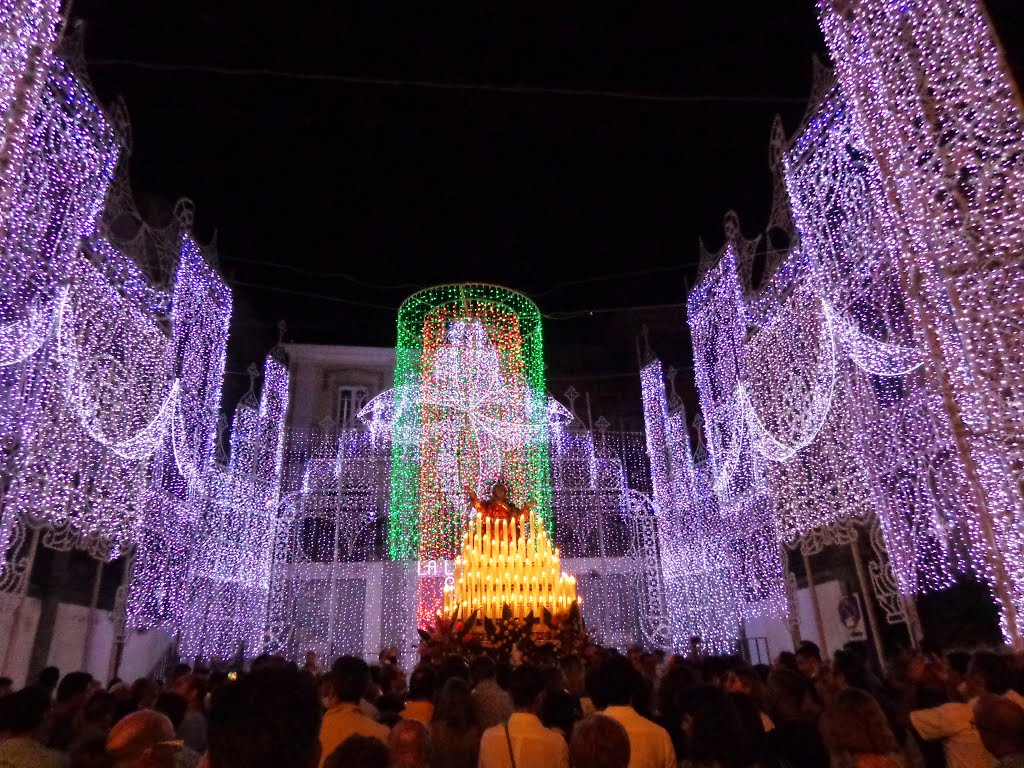
Mariä Himmelfahrt in Novara di Sicilia

Der Tag hat in der römisch-katholischen Kirche den liturgischen Rang eines Hochfestes, der gegenüber einem Sonntag Vorrang hat, so dass die liturgischen Texte des Marienfestes bei der heiligen Messe und im Stundengebet verwendet werden, wenn das Fest auf einen Sonntag fällt. In alten Kalendern findet sich das Fest als Requies Mariae, Pausatio Mariae, unser frawn tag der schidung, unsern Vrowen tag der schidung, unser fraun tag der schidung, unnser Frauen Tag der Schidung, unser lieben frawn tag der schidung, Unser Lieben Fraun tag der Schidung, heiliger tag der schidung durch Gots lieb vnd der junckfrawen Maria, transkribiert Unserer Frauen Tag der Scheidung bzw. unserer lieben Frauen Tag der Scheidung. In Bayern wird es als „großer Frauentag“ bezeichnet (im Unterschied zum „kleinen Frauentag“ am 8. September, dem Fest Mariä Geburt).
Die altkatholische Kirche begeht das Fest als „Maria Heimgang“, d. h. den Todestag Mariens. Die Altkatholiken glauben nicht an die leibliche Aufnahme Mariens in den Himmel.
An diesem Fest werden in der römisch-katholischen Kirche verbreitet Kräuter gesegnet („Weihe von Kräuterbuschen“, „wurtzwihe“), regional auch Würzbüschel, Weihbüschel, Kruutwöösch, Marienwisch, Würzwisch, Würzbürde oder Sangen genannt. Bereits in Urkunden des 14. Jahrhunderts heißt es etwa „Unserer Lieben Frauen Wurzelweihe“. An Mariä Himmelfahrt beginnt zudem der zum Einsammeln von Heilpflanzen als besonders geeignet angesehene Frauendreißiger.
Vor allem im süddeutschen Raum und in Tirol finden abends feierliche Pontifikalämter mit anschließenden Prozessionen statt. Zu den bedeutendsten zählt die Fatima-Schiffsprozession in Lindau am Bodensee mit sieben Schiffen und rund 4.000 Besuchern. Das mit Abstand größte Pontifikalamt mit Lichterprozession wird im bayerisch-schwäbischen Wallfahrtsort Maria Vesperbild gefeiert. Im Sommer 2009 allein kamen 18.000 Gläubige.
Seit dem Jahr 1640 finden zu den Gnadenbildern in St. Marien und St. Laurentius in Warendorf im Münsterland Wallfahrten statt.
Das Fest wird am Wochenende nach dem Fest mit einer großen Stadtprozession begangen. Im ostwestfälischen Ort Ostenland bei Delbrück wird seit 2010 am jeweils darauf folgenden Sonntag das Fest Mariä Himmelfahrt mit einer großen Lichterprozession begangen.
In Italien ist der 15. August, der Tag von Mariä Himmelfahrt, traditionell ein arbeitsfreier Feiertag namens Ferragosto, der auf den römischen Kaiser Augustus zurückgeht.

### Evangelische Kirchen
Der 15. August wird auch von manchen evangelischen Kirchen mit Maria verbunden. Da der Gedanke einer leiblichen Aufnahme Mariens in den Himmel mit der evangelischen Theologie nicht vereinbar ist, gilt der Tag schlicht als Todestag und damit Gedenktag der Maria, der offiziell in den Heiligenkalendern der Evangelisch-Lutherischen Kirche in Amerika und der Lutherischen Kirche – Missouri-Synode sowie der Anglikanischen Kirchen geführt wird. Vor der Einführung des Evangelischen Namenkalenders fand sich dieses Datum unter Namen wie „Mariä Verscheiden“ auch in regionalen evangelischen Kalendern des deutschsprachigen Raumes.

### Orthodoxe Kirchen
In den orthodoxen Kirchen findet vor dem Fest der Entschlafung Mariens das zweiwöchige Marienfasten statt, in dem auf Fleisch, Fisch, Milchprodukte und in der Regel auch auf Wein und Öl verzichtet werden soll. Am Festtag ist es mancherorts Brauch, beim Kirchgang zur Vesper ein Blumensträußchen zu pflücken und die Festikone damit zu schmücken.
In Sirako und Vlasti in Nordgriechenland finden anlässlich des Festes Gruppentänze statt, die in Vlasti „Tranos Choros“ (großer Tanz) heißen und gemeinsam Bestandteil der UNESCO-Liste des immateriellen Kulturerbes der Menschheit sind.

### Armenisch-apostolische Kirche
In der armenisch-apostolischen Kirche wird unmittelbar im Anschluss an das Fest, das am Sonntag zwischen dem 12. und 18. August stattfindet, die Traubenernte gesegnet. Erst danach beginnt man mit der Verarbeitung der Trauben. Der Ursprung der Segnung liegt in der Verehrung der alt-armenischen Muttergottheit Anahit, die sich aus der iranischen Anahita entwickelt hat. Für die urartäischen Könige im 1. Jahrtausend v. Chr. war es als Zeichen ihrer Machtfülle zwingend erforderlich, bei Amtsantritt einen Weinberg zu stiften. Für die nachfolgenden Armenier entwickelte sich daraus der Weinbau zu einem Symbol der nationalen Identität, weshalb er mit einer christlichen Tradition verbunden wurde.

## Gesetzlicher Feiertag
Auf der Mainzer Synode von 813 wurde unter Leitung von Erzbischof Richulf das Fest der Aufnahme Mariens in den Himmel als Festtag vorgeschrieben. Im Mittelalter war der Tag vielfach, beispielsweise durch Gottes- oder Landfrieden, als Gebundener Tag besonders geschützt.
Mariä Himmelfahrt ist ein gesetzlicher Feiertag in Österreich (§ 7 Arbeitsruhegesetz), der Staatsfeiertag in Liechtenstein (Arbeitsgesetz Art. 18 Abs. 2), ein den Sonntagen gleichgestellter Feiertag in acht Kantonen der Schweiz (nach Art. 20a Abs. 1 ArG) sowie in sieben weiteren Kantonen ein zumindest in einigen Gemeinden arbeitsfreier Tag, in zwei Ländern Deutschlands zumindest teilweise ein gesetzlicher Feiertag; im Saarland nach § 2 SFG und in Bayern nach Artikel 1 Absatz 1 des Gesetzes über den Schutz der Sonn- und Feiertage (FTG) in Gemeinden mit „überwiegend katholischer Bevölkerung“.
Dabei ist „überwiegend“ nach Art. 1 Abs. 3 FTG nicht durch die absolute oder relative Mehrheit der Bevölkerung definiert, sondern nur durch den Vergleich der Mitgliederzahl der römisch-katholischen und der evangelischen Kirche in der jeweiligen Gemeinde. Daher ist der Tag zum Beispiel in München gesetzlicher Feiertag, obwohl der Bevölkerungsanteil der Katholiken in München weniger als ein Viertel beträgt (Stand 2025). Entsprechend den Bevölkerungsstatistiken wurde für 2025 – erstmals basierend auf den Ergebnissen der Volkszählung 2022 – Mariä Himmelfahrt in 1708 von 2056 (etwa 83 %) bayerischen Gemeinden als gesetzlicher Feiertag festgelegt.
Ebenfalls ein gesetzlicher Feiertag ist Mariä Himmelfahrt in einer Reihe weiterer überwiegend katholischer Länder wie Belgien, Frankreich, Italien, Kroatien, Litauen, Luxemburg, Malta, Polen, Portugal, Slowenien und Spanien, ebenso in den überwiegend orthodoxen Staaten Griechenland, Georgien, Rumänien und Zypern.
In Tirol war der allgemein „Frauentag“ genannte 15. August schon im 19. Jahrhundert eines der Hauptfeste des Jahres. Im Bundesland Tirol wurde das Fest Mariä Himmelfahrt im Jahr 1959 zum Gedenken an die Befreiung Tirols im Jahr 1809 als Hoher Frauentag zu einem Landesfeiertag erklärt. An diesem Tag werden traditionell die Verdienstmedaillen und Verdienstkreuze des Landes verliehen.

## Heraldik

Wappen von Santa Maria in Calanca

Die in den Himmel aufgenommene Gottesmutter erscheint unter anderem im Wappen der Gemeinde Santa Maria in Calanca.

## Musik
Messkompositionen mit dem Titel Assumpta est Maria sind für dieses Fest geschrieben; sie beziehen sich auf den Allelujavers des Festes: Assumpta est Maria in caelum, gaudet exercitus angelorum (lateinisch, deutsch: „Aufgenommen in den Himmel ist die Jungfrau Maria. Es freut sich die Schar der Engel“). Solche sind z. B.:
- Palestrina: Missa ‚Assumpta est Maria‘
- Marc-Antoine Charpentier: Assumpta est Maria
- Heinz Martin Lonquich: Deutsche Messe auf die Texte von Mariae Himmelfahrt (2003)
- Maria aufgenommen ist zu ihrem Sohne Jesus Christ (in das Gotteslob unter Nr. 522 aufgenommenes katholisches Kirchenlied für dieses Fest)